# La Rovira (Pinell de Solsonès)
La Rovira és una masia situada al municipi de Pinell de Solsonès, a la comarca catalana del Solsonès.
Està situada a 752 m d'altitud.